# Dermatitis perioral
La dermatitis perioral, també coneguda com a dermatitis periorificial, és un tipus comú d'erupció cutània. Els símptomes inclouen múltiples pàpules i butllofes petites (1-2 mm) de vegades amb enrogiment i escates de fons, localitzats a la pell al voltant de la boca i les fosses nasals. Amb menys freqüència, els ulls i els genitals poden estar afectats. Pot ser persistent o recurrent i s'assembla especialment a la rosàcia i fins a cert punt a l'acne i la dermatitis al·lèrgica. El terme "dermatitis" és un nom inadequat perquè no es tracta d'un procés èczematós.
La causa no està clara. Els esteroides tòpics s'associen amb la malaltia i les cremes hidratants i cosmètiques poden contribuir. El mecanisme subjacent pot implicar un bloqueig de la superfície de la pell seguit d'un creixement excessiu posterior de la flora de la pell. La pasta de dents fluorada i alguns microorganismes, inclosa la Candida, també poden empitjorar la malaltia, però el seu paper en aquesta afecció no és clar. Es considera una malaltia del fol·licle pilós amb mostres de biòpsia que mostren canvis microscòpics al voltant del fol·licle. El diagnòstic es basa en els símptomes.
El tractament sol ser aturant els esteroides tòpics, canviant cosmètics i, en casos més greus, prenent tetraciclines per via oral. L'aturada dels esteroides pot empitjorar inicialment l'erupció. S'estima que la malaltia afecta el 0,5-1% de les persones a l'any al món desenvolupat. Fins al 90% dels afectats són dones d'entre 16 i 45 anys, encara que també afecta nens i persones grans, i té una incidència creixent en homes.